# 成實宗
成實宗，是漢傳佛教十三宗之一，日本奈良時代南都六宗之一（華嚴宗、法相宗、律宗、三論宗、成實宗、俱舍宗），以研習《成實論》為主的佛教學派。傳自鳩摩羅什，被稱為小乘空宗，與被稱為大乘空宗的三論宗，有很密切的關係。傳統上，因為三論宗的影響，成實宗被視為是小乘，但實際上它是屬於小乘佛教與大乘佛教之間的綜合性學派。

## 發展歷史
成實宗起源於鳩摩羅什大師。鳩摩羅什大師在長安，得僧叡、曇影的幫助，譯出《成實論》。其後門人僧導和道亮以宏揚《成實論》為主，遂成成實一宗。僧導，在壽春立寺，著《成實論義疏》，「弟子僧威、僧音等，並善《成實》」，形成後稱「壽春系」的成實師。弟子僧嵩在北方傳授成實論，傳授道淵法師，又授道登、道紀二法師，因居徐州（彭城）白馬寺，故成「彭城系」成實師。
南北朝光宅寺法雲撰《成實論義疏》。莊嚴寺僧旻，著《成實論義疏》10卷；開善寺智藏撰《成實論義疏》14卷及《成實論大義記》。此三人，合稱梁代三大法師，成實宗也因此成為梁代佛教的主流。
但至於陳代，興皇法朗大師著《山門玄義》，以三論宗意旨，辯破成實宗，認為成實宗屬於小乘，以中觀派的看法，並不屬究竟。其弟子嘉祥吉藏大師，承繼其風，作《三論玄義》。因為三論宗的影響，成實宗在隋代及唐初慢慢的失去影響力，但仍有許多僧侶在研習它，最著名的就是玄奘大師。
玄奘法師在中國時，曾經師從趙州道深法師研習《成實論》，後至印學求學時，在那爛陀寺中又曾經對此經加以研習。回國之後，在慈恩寺講學。成實宗遂附屬於法相宗之下。
後玄奘一系的成實宗，由中土傳至日本，而中土之成實宗，卻漸歸隱沒。